# Donauparkstadion
Das Donauparkstadion war ein Fußballstadion im Stadtteil Kaplanhof der österreichischen Stadt Linz. Es befand sich am nordöstlichen Ende der südlichen Linzer Donaupromenade, dem Donaupark, nach dem es benannt war. 2021 wurde es abgerissen und durch das Hofmann Personal Stadion ersetzt.

## Geschichte
1935 wurde der Tabak-Sportplatz am Standort Donaupark errichtet und der SV Austria Tabak trug hier seine Heimspiele aus. 1953 wurde der Fußballplatz im Rahmen eines Umbaus um 90° gedreht und das Stadion renoviert. Die letzten größeren Investitionen wurden 1993 getätigt, als eine neue Stehplatztribüne gebaut und eine Flutlichtanlage errichtet wurde. Am 1. August 1997 wurde es nach der Fusion vom SV Austria Tabak und dem FC Linz in Donauparkstadion umbenannt. Es hatte 2000 Plätze, wovon etwa 400 Sitzplätze waren. Bis zum Aufstieg des FC Blau-Weiß Linz in die Erste Liga im Jahr 2011 diente das Donauparkstadion als Heimspielstätte. Seitdem wurde es als Trainingsanlage für die erste Mannschaft sowie als Spielstätte für die Amateurmannschaft des Vereins genutzt.
Im Dezember 2019 präsentierte das Architekturbüro Kneidinger aus Linz erstmals Pläne für den Bau eines neuen Stadion. Mitte Januar 2021 stimmte der Finanzausschuss der Stadt mit großer Mehrheit für das Bauvorhaben mit dem Stadionumbau und der Errichtung des Möbelhauses von XXXLutz. Am 16. September 2021 wurde das Donauparkstadion abgerissen und durch das Hofmann Personal Stadion, das am 5. Juli 2023 eröffnet wurde, ersetzt.
Während der Bauarbeiten trug der FC Blau-Weiß Linz seine Heimspiele auf der sanierten Verbandsanlage des OÖFV mit 2500 Plätzen, aus.